# Hứa Tấn Hanh
Hứa Tấn Hanh (sinh ngày 25 tháng 2 năm 1962) là doanh nhân người Hồng Kông, cháu nội của ông trùm ngành vận chuyển Hứa Ái Chu, con trai thừa kế Tập đoàn Xây dựng Trung Kiến (中建企業有限公司) của doanh nhân Hứa Thế Huân và hiện nay là chồng của Hoa hậu Hồng Kông Lý Gia Hân.
Hứa Tấn Hanh từng đính hôn với nữ diễn viên Lưu Gia Linh và kết hôn với Hà Siêu Quỳnh là con gái của ông trùm sòng bạc Hà Hồng Sân.

## Sự nghiệp
Cha của Hứa Tấn Hanh là ông Hứa Thế Huân từng là Chủ tịch của Tập đoàn xây dựng Trung Kiến Hồng Kông tức Central Development Limited (中建企業). Doanh nghiệp của Hứa Thế Huân được thành lập vào những năm 1940. Các hoạt động chính chủ yếu tập trung vào lĩnh vực đầu tư và bất động sản. Năm 2006, tài sản của gia đình họ Hứa ước tính vào khoảng 20 tỉ đô la Hồng Kông. Tài sản của gia tộc Hứa Ái Chu là dưới hình quản lý quỹ chung của Tập đoàn và cùng thuộc sở hữu của ba người con trai. Còn các thành viên trong gia đình không trực tiếp nắm giữ tài sản.
Mỗi tháng, Hứa Tấn Hanh sẽ rút ra một khoản sinh hoạt phí của gia đình từ quỹ tín nhiệm chung và hiện sống đang tại căn hộ chung cư cao cấp trên đường 
Tư Đồ Bạt (Stubbs Road, 司徒拔道), có giá vào khoảng 30 triệu HK$. Các gia đình còn lại thì sở hữu những tài sản ước khoảng 700 triệu HK$ tại vịnh Big Wave, Hồng Kông.